# Коксон
Коксо́н (кор. 곡성군?, 谷城郡?, Gokseong-gun) — уезд в провинции Чолла-Намдо, Южная Корея.

## Города-побратимы
Коксон является городом-побратимом следующих городов:
- Кандонгу, Республика Корея (18 марта 1996)
- Кочхан, Республика Корея (9 октября 1998)
- Соку, Республика Корея (29 июня 2000)
- Ыйджонбу, Республика Корея (5 ноября 2010)